# مرد أباد
مرد أباد هي قرية في مقاطعة سراب، إيران. يقدر عدد سكانها بـ 134 نسمة بحسب إحصاء 2016.